# Parco Nazionale d’Abruzzo (FFH-Gebiet)
Das FFH-Gebiet Parco Nazionale d’Abruzzo ist ein NATURA-2000-Schutzgebiet in der italienischen Provinz L’Aquila. Das über 588 km² große Schutzgebiet dehnt sich im Südwesten der Provinz in den Gememeindegebieten von Alfedena, Balsorano, Barrea, Bisegna, Civita d’Antino, Civitella Alfedena, Collelongo, Gioia dei Marsi, Lecce nei Marsi, Opi, Ortucchio, Pescasseroli, Rocca Pia, San Vincenzo Valle Roveto, Scanno, Scontrone, Trasacco, Villalago, Villavallelonga und Villetta Barrea aus. Das FFH-Gebiet ist seit 1995 ausgewiesen und überschneidet sich in Teilen mit dem 1923 eingerichteten und 496,8 km² großen Nationalpark Abruzzen, Latium und Molise.

## Bedeutung
Das Schutzgebiet ist durch ausgedehnte Buchenwälder mit großen Lichtungen und Gebirgskämmen aus Kalkstein gekennzeichnet. Es treten häufig Karstphänomene auf. Des Weiteren sind hochgelegene Sumpfgebiete ebenso vorhanden, wie Schwarzkieferwälder. Aufgrund der vielseitigen Habitate und der damit verbundenen Flora und Fauna kommt dem Schutzgebiet eine besondere ökologische Bedeutung zu, die auch von besonderem wissenschaftlichen, pädagogischen und landschaftlichen Wert ist. Das Vorhandensein von mediterranen, kontinentalen und subatlantischen Elementen unterstreicht die Komplexität des FFH-Gebietes Parco Nazionale d’Abruzzo.

## FFH-Lebensraumtypen
Im FFH-Gebiet Parco Nazionale d’Abruzzo sind nach Anhang I der FFH-Richtlinie 33 schützenswerte Lebensraumtypen verzeichnet:
- Oligo- bis mesotrophe kalkhaltige Gewässer mit benthischer Vegetation aus Armleuchteralgen
- Natürliche eutrophe Seen mit einer Vegetation des Magnopotamions oder Hydrocharitions
- Temporäre mediterrane Flachgewässer
- Alpine Flüsse mit krautiger Ufervegetation
- Alpine Flüsse mit Ufergehölzen von Salix elaeagnos
- Permanente mediterrane Flüsse mit Glaucium flavum
- Flüsse der planaren bis montanen Stufe mit Vegetation des Ranunculion fluitantis und des Callitricho-Batrachion
- Permanente mediterrane Flüsse: Paspalo-Agrostidion und Galeriewälder aus Salix und Populus alba
- Alpine und boreale Heiden
- Buschvegetation mit Pinus mugo und Rhododendron hirsutum (Mugo-Rhododendretum hirsuti)
- Stabile xerothermophile Formationen von Buxus sempervirens an Felsabhängen (Berberidion p.p.)
- Formationen von Juniperus communis auf Kalkheiden und -rasen
- Lückige basophile oder Kalk-Pionierrasen (Alysso-Sedion albi)
- Alpine und subalpine Kalkrasen
- Naturnahe Kalktrockenrasen und deren Verbuschungsstadien (Festuco-Brometalia) (* besondere Bestände mit bemerkenswerten Orchideen)
- Mediterrane Trockenrasen der Thero-Brachypodietea
- Artenreiche montane Borstgrasrasen (und submontan auf dem europäischen Festland) auf Silikatböden
- Feuchte Hochstaudenfluren der planaren und montanen bis alpinen Stufe
- Magere Flachland-Mähwiesen (Alopecurus pratensis, Sanguisorba officinalis)
- Kalkreiche Niedermoore
- Kalk- und Kalkschieferschutthalden der montanen bis alpinen Stufe (Thlaspietea rotundifolii)
- Thermophile Schutthalden im westlichen Mittelmeerraum
- Kalkfelsen mit Felsspaltenvegetation
- Silikatfelsen mit Felsspaltenvegetation
- Silikatfelsen mit Pioniervegetation des Sedo-Scleranthion oder des Sedo albi-Veronicion dillenii
- Kalk-Felspflaster
- Nicht touristisch erschlossene Höhlen
- Östliche Flaumeichenwälder
- Illyrische Eichen-Hainbuchenwälder (Erythronio-Carpinion)
- Buchenwald der Apenninen mit Taxus und Ilex
- Galeriewald mit Salix alba und Populus alba
- Wälder mit Quercus ilex und Quercus rotundifolia
- Sub-mediterrane Kiefernwälder mit endemischen Schwarzkiefern

## Arten

### Besonders schützenswerte Arten

#### Vögel
Das Schutzgebiet weist zahlreiche Vogelarten auf, darunter auch einige die gemäß Anhang I der EU-Vogelschutzrichtlinie besonders geschützt sind, weil deren Bestand stark gefährdet ist oder sie nur in einem sehr begrenzten Bereich wie im Apennin vorkommen. Folgende Arten, die im Anhang I der Vogelschutzrichtlinie der EU gelistet sind, sind im FFH-Gebiet Parco Nazionale d’Abruzzo anzutreffen. Einige Arten rasten oder überwintern nur in dem Schutzgebiet.
| - Alpenkrähe - Brachpieper - Halsbandschnäpper | - Heidelerche - Lannerfalke - Mittelspecht | - Neuntöter - Ortolan - Schwarzmilan | - Steinadler - Steinhuhn - Uhu | - Wanderfalke - Weißrückenspecht - Ziegenmelker |

#### Arten von gemeinschaftlichem Interesse
Des Weiteren kommen folgende Arten vor, die gemäß Anhang II oder Anhang IV der FFH-Richtlinie als von gemeinschaftlichem Interesse gelistet:

##### Amphibien & Reptilien
| - Alpen-Kammmolch - Apennin-Gelbbauchunke - Nördlicher Kammmolch | - Südlicher Brillensalamander - Vierstreifennatter - Wiesenotter |

##### Fische & Krebse
- Dohlenkrebs
- Mittelmeer-Bachforelle
- Südeuropäische Plötze

##### Insekten
- Alpenbock
- Eremit
- Skabiosen-Scheckenfalter

##### Säugetiere
| - Abruzzen-Gämse - Bechsteinfledermaus - Europäische Wildkatze | - Große Hufeisennase - Großes Mausohr - Kleine Hufeisennase | - Langflügelfledermaus - Marsischer Braunbär - Mopsfledermaus | - Wolf |

#### Flora
Unter den Pflanzen sind gemäß Anhang II oder Anhang IV der FFH-Richtlinie folgende Arten als besonders schützenswert verzeichnet:
- Adria-Riemenzunge
- Astragalus aquilanus, eine Tragant-Art
- Gelber Frauenschuh
- Iris marsica, eine Schwertlilien-Art

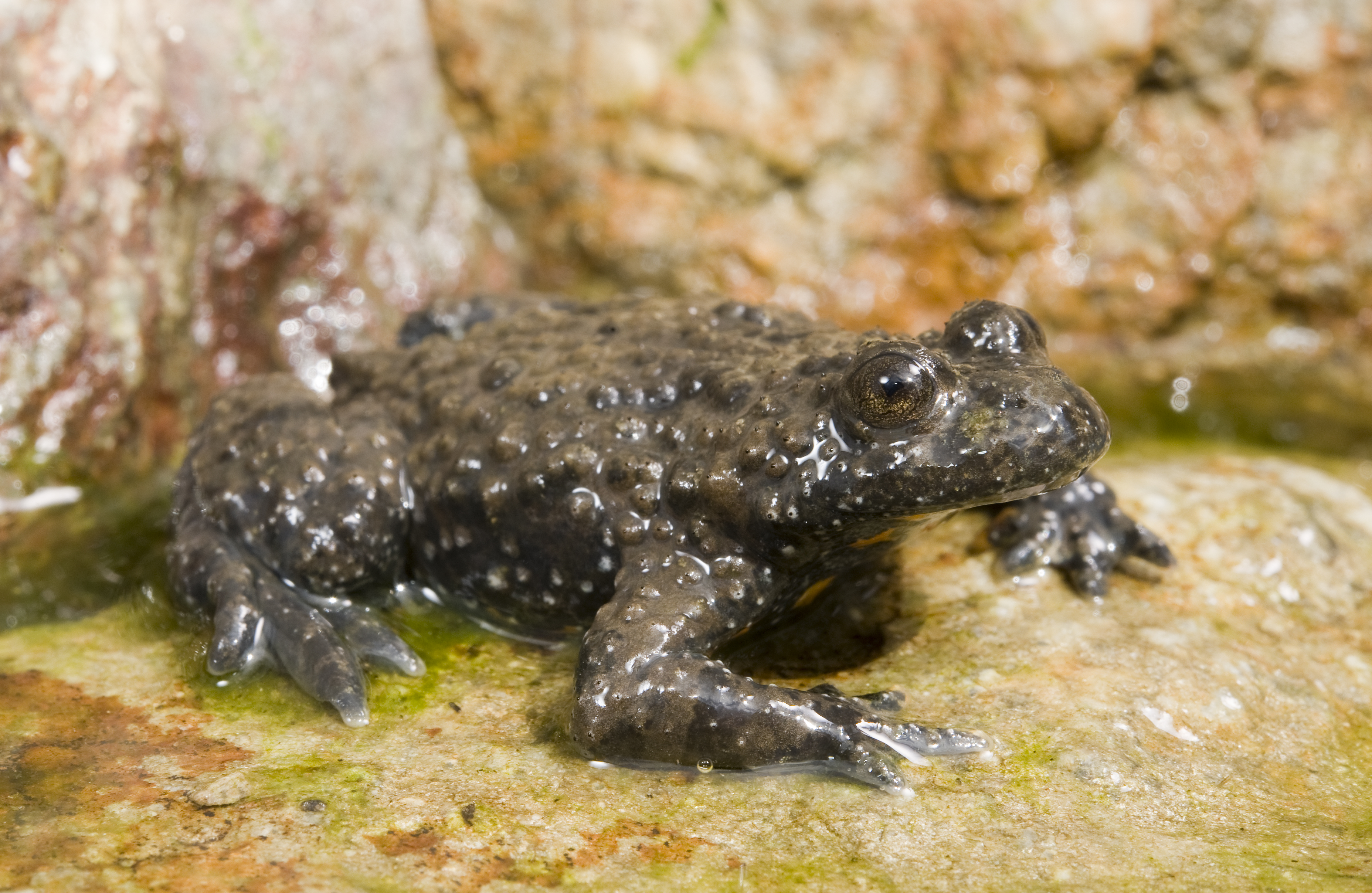
Apennin-Gelbbauchunke
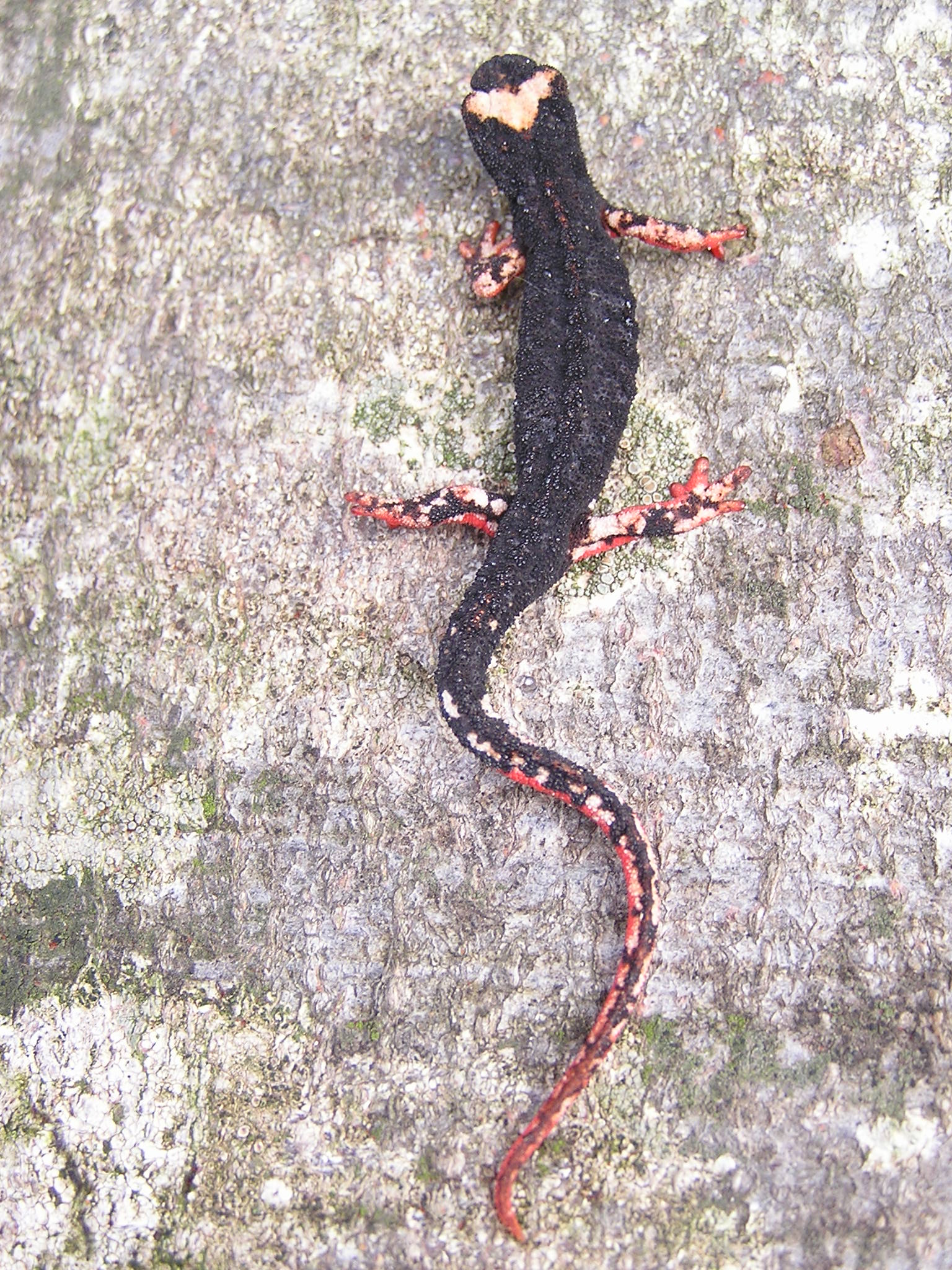
Südlicher Brillen-salamander
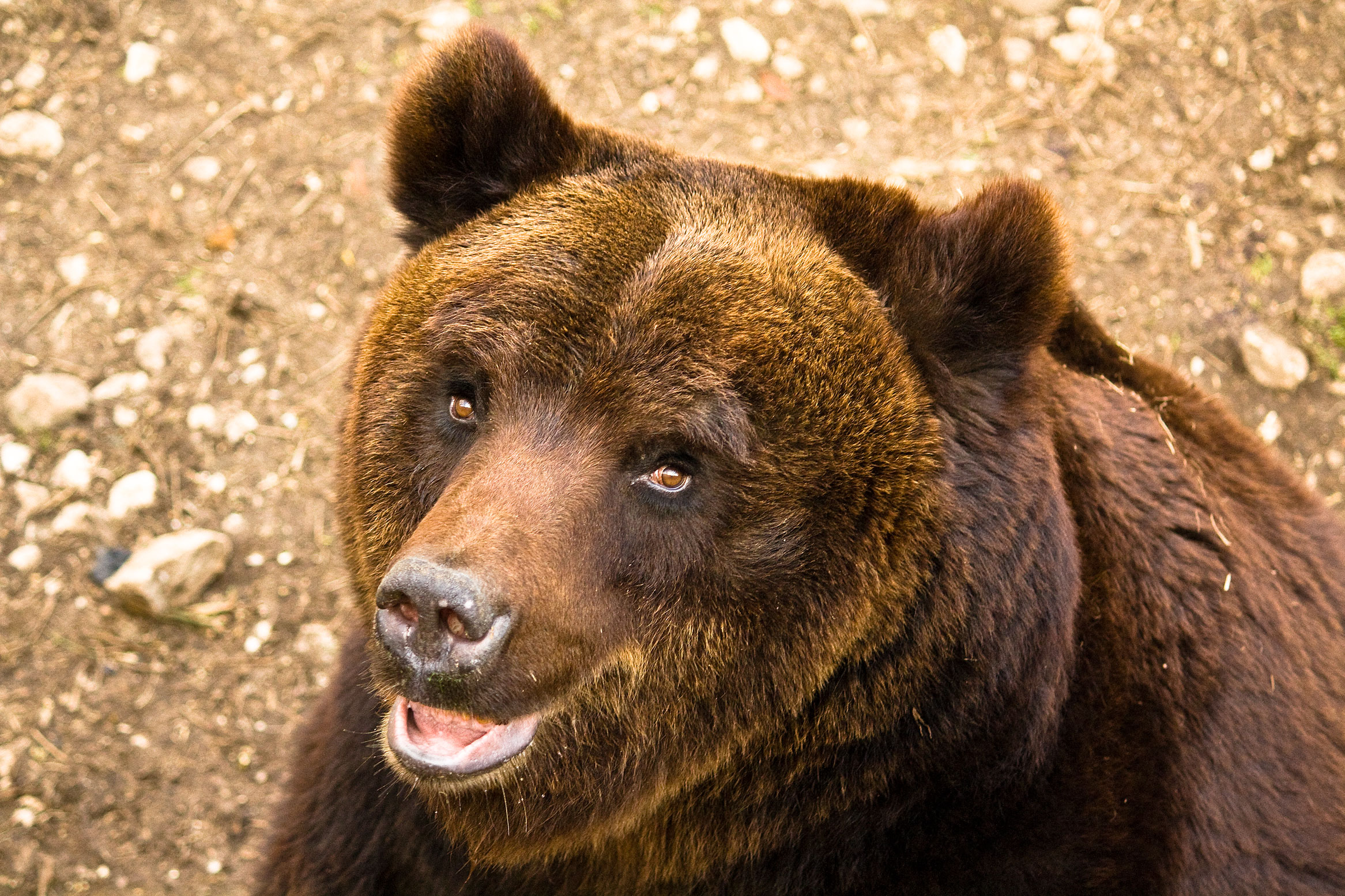
Marsischer Braunbär
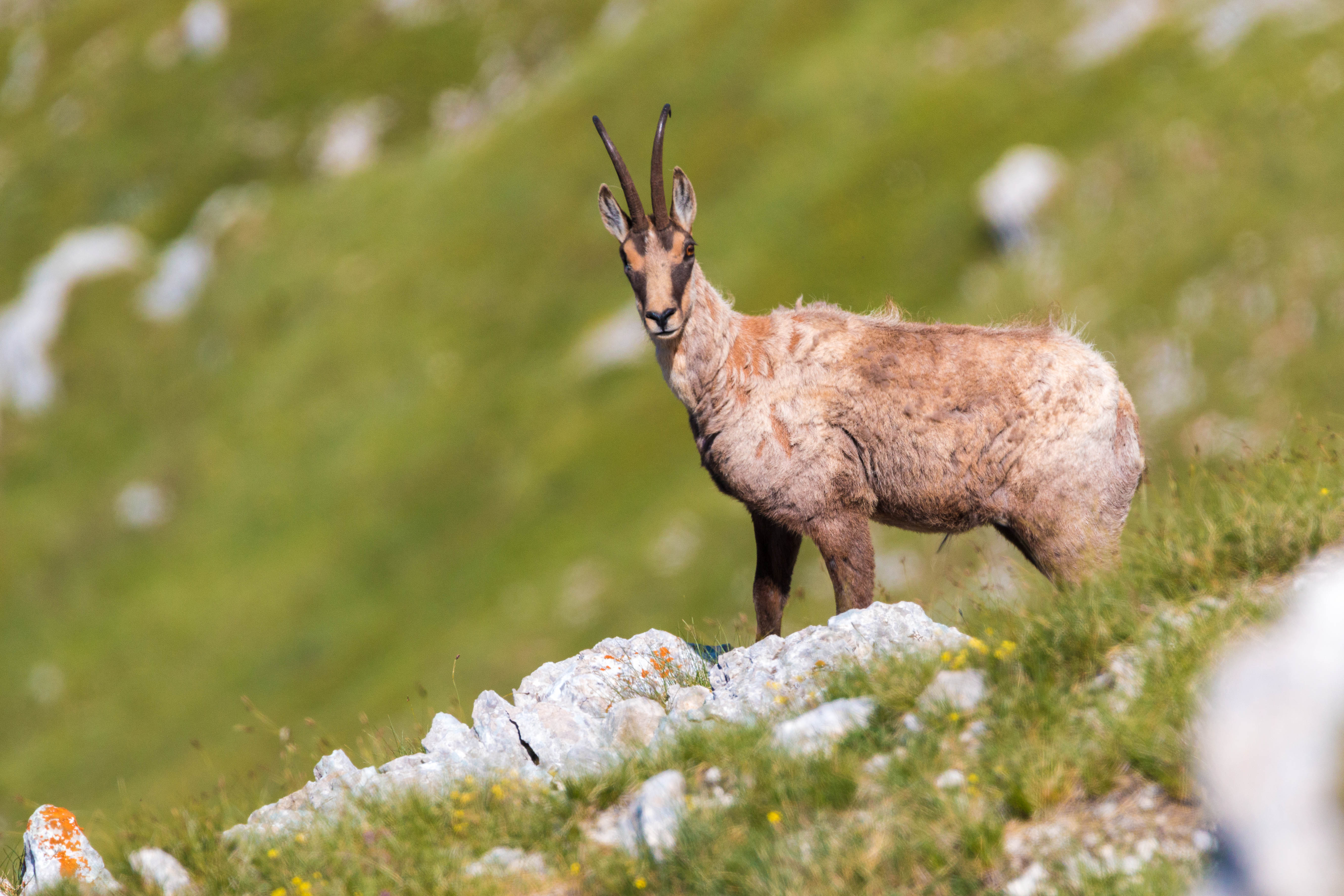
Abruzzen-Gämse
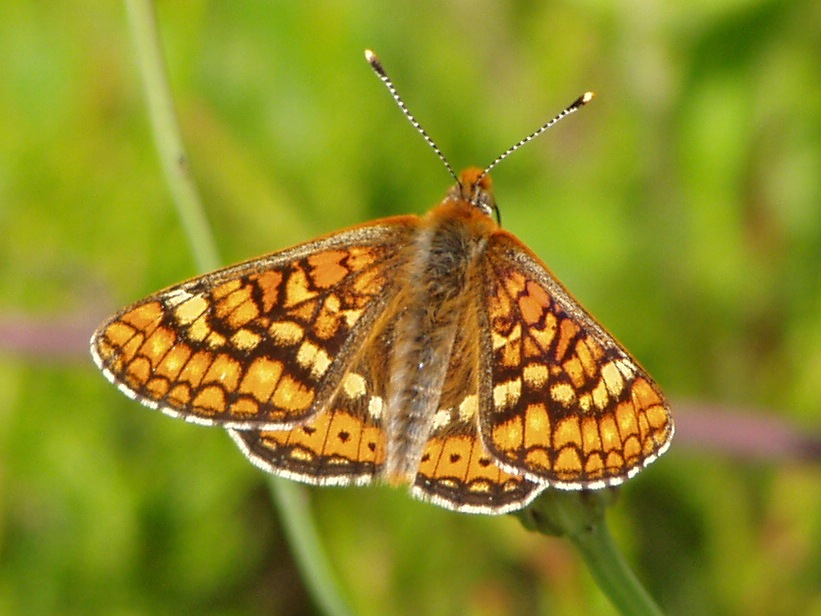
Skabiosen-Scheckenfalter
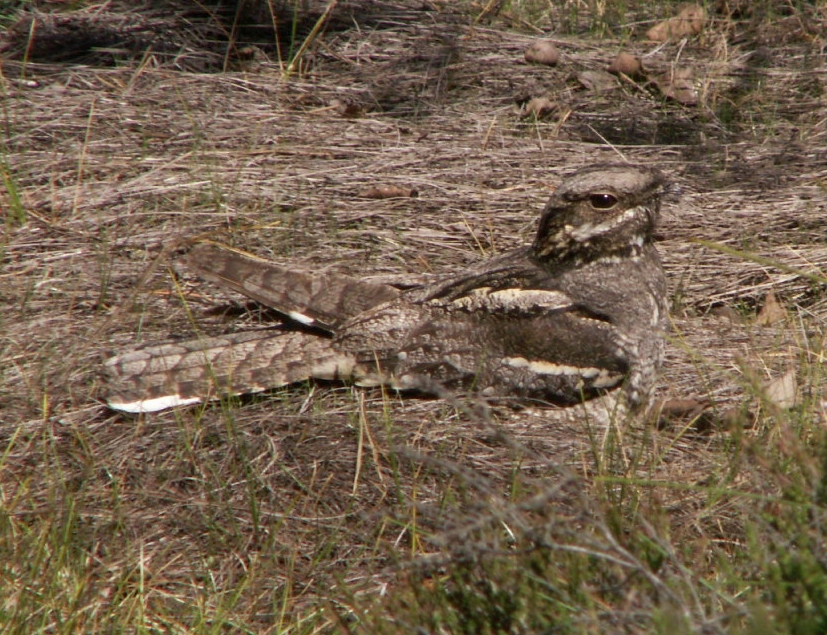
Ziegenmelker

### Weitere gelistete Arten

#### Vögel
| - Alpenbraunelle - Alpendohle - Blässhuhn | - Braunkehlchen - Haubentaucher - Krickente | - Mauerläufer - Pfeifente - Ringdrossel | - Schneesperling - Steinrötel - Steinsperling | - Stockente - Tafelente |

#### Insekten
| - Amara samnitica - Asiorestia peirolerii melanothorax - Barinotus solarii - Calathus fracasii - Capnis nigra - Carabus cavernosus variolatus | - Ceutorhynchus osellai - Cychrus attenuatus latialis - Dichotrachelus variegatus - Harpalus luteicornis - Hypera oblonga - Laemostenus magellensis | - Liparus interruptus - Longitarsus springerii - Lucinus italicus - Meira baudii - Nebria postuma - Nemonyx lepturoides | - Neocoenorrhinus abeillei - Neoplinthus tigratus - Ocydromus alticola - Ocys tasii - Omphalapion laevigatum - Orthochaetes setiger | - Otiorhynchus cribrirostris - Otiorhynchus porcellus - Otiorhynchus sirentensis - Otiorhyncus luigionii - Parafoucartia squamulata - Percus bilineatus | - Percus dejeani - Phrissotrichum osellai - Protonemura praecox - Pterostichus morio samniticus - Schwarzbeiniger Borstenrüssler - Synapion falzoni | - Taeniopterux kuehtreiberi - Trachysoma alpinum italocentralis - Trechus cerrutii - Troglorhynchus microphthalmus - Zabrus costai |

#### Säugetiere
- Schneemaus

#### Flora
Verzeichnet sind weiters über 130 Pflanzen, die im Schutzgebiet heimisch sind.